# Jolanio Guterres
Jolanio Guterres, född 12 maj 2005, är en östtimoresisk simmare.

## Karriär
Vid kortbane-VM 2021 i Abu Dhabi slutade Guterres på 98:e plats på 50 meter frisim. Vid kortbane-VM 2022 i Melbourne slutade han på 76:e plats på 50 meter frisim och på 84:e plats på 100 meter frisim. Vid VM 2023 i Fukuoka slutade Guterres på 115:e plats på 50 meter frisim och på 114:e plats på 100 meter frisim. Vid asiatiska spelen 2022, som arrangerades 2023, slutade han på 44:e plats på 100 meter frisim och blev diskvalificerad på 50 meter frisim. Vid VM 2024 i Doha slutade Guterres på 113:e plats på 50 meter frisim och på 107:e plats på 100 meter frisim.
Guterres tävlade för Östtimor vid olympiska sommarspelen 2024 i Paris, där han blev utslagen i försöksheatet på 50 meter frisim och slutade på totalt 71:a plats. Guterres var även landets fanbärare tillsammans med Ana Belo vid invigningsceremonin. Vid kortbane-VM 2024 i Budapest slutade han på 100:e plats på både 50 meter frisim och 100 meter frisim.